# Quận Pitkin, Colorado
Quận Pitkin là một quận thuộc tiểu bang Colorado, Hoa Kỳ.
Quận này được đặt tên theo Thống đốc Colorado Frederick Walker Pitkin. Theo điều tra dân số của Cục điều tra dân số Hoa Kỳ năm 2010, quận có dân số 17148 người. Quận lỵ đóng ở Aspen.

## Địa lý
Theo Cục điều tra dân số Hoa Kỳ, quận có diện tích 2520 km2, trong đó có 6,5 km2 là diện tích mặt nước.